# Vlad Caraș
Vlad Caraș (ur. 10 grudnia 1994) – rumuński zapaśnik walczący w stylu wolnym. Złoty medalista igrzysk frankofońskich w 2017. Plażowy mistrz świata w 2014. Trzeci na MŚ juniorów w 2014 i Europy w 2013 roku.